# Wilhelm Fischer (Konsumgenossenschafter)
Wilhelm Fischer  (* 17. Mai 1885 in Flensburg; † 26. Juni 1970 in Hamburg) war ein deutscher Konsumgenossenschafter, Gewerkschafter und Sozialdemokrat.
Wilhelm Fischer wurde 1885 in Flensburg geboren und evangelisch getauft. Die Volksschule besuchte er von 1891 bis 1900. Dann absolvierte er bis 1904 eine kaufmännische Lehre. Er wurde als Handlungsgehilfe beschäftigt. Fischer war verheiratet.

## Konsumgenossenschafter
1906 begann Fischer  in der Hamburger Zentrale der Großeinkaufs-Gesellschaft Deutscher Consumvereine. Hier wurde er 1912 Abteilungsleiter. 1922 wurde er zum hauptamtlichen Vorstandsvorsitzenden der Konsumgenossenschaft Westerland berufen. 1923 wechselte er zur größeren Konsumgenossenschaft Unterweser nach Wesermünde, heute Bremerhaven. Bald bekam er ein Angebot der Konsumgenossenschaft Leipzig-Plagwitz, bei der er 1925 in den Vorstand berufen wurde.
Ab 1926 im Vorstand des Verbandes Sächsischer KG (bis 1938), Direktor des Versorgungsringes, erneut VV der KG L ab August 1946, Vorsitzender des Aufsichtsrats des Sächsischen KGV. Verhaftung 18./19. Sept. 1948; Mai ’49 kleinen Strafkammer Landgericht Sachsen wg. Verbrechen nach Direktive 38 in Verbindung mit Befehl 201, Urteil: 1 Jahr u. 6 Monate Gefängnis. Haftentlassung nach Hamburg im Mai 1950. Bis 1950–54 Abteilungsleiter in der GEG. Anschließend publizistische Tätigkeit im ZdK.

## Politik
Als nach dem Zusammenbruch des Kaiserreichs die SPD in Hamburg erfahrene Wirtschaftsexperten für die Bürgerschaft suchte, wurde er von 1919 bis 1924 Mitglied der Hamburgischen Bürgerschaft.

## Schriften
Wilhelm Fischer: 60 Jahre geg. 60 Jahre Dienst am Verbraucher. 1894–1954. Festschrift Hamburg 1954.